# You Hao
You Hao (né le 26 avril 1992 à Xuzhou) est un gymnaste chinois.
Il remporte le titre par équipes lors des Championnats du monde de gymnastique artistique 2014.
Il remporte le titre de champion du monde à Glasgow en 2015 dans l'agrès des barres parallèles.